# Setagrotis vocalis
Setagrotis vocalis är en fjärilsart som beskrevs av Augustus Radcliffe Grote 1879. Setagrotis vocalis ingår i släktet Setagrotis och familjen nattflyn. Inga underarter finns listade i Catalogue of Life.